# 1992年夏季残疾人奥林匹克运动会叙利亚代表团
1992年夏季残疾人奥林匹克运动会叙利亚代表团是叙利亚派出的1992年夏季残疾人奥林匹克运动会代表团。未获得奖牌。